# Reinhard G. Bretzel
Reinhard G. Bretzel (* 1946 in Illertissen) ist ein deutscher Internist, Endokrinologe, Diabetologe und Hochschullehrer.

## Werdegang
Reinhard G. Bretzel, geboren 1946 in Illertissen/Bayern, kam nach dem Medizinstudium an der Ludwig-Maximilians-Universität in München (1968 bis 1974) und der Promotion (1974) zum Dr. med. an der Universität Ulm im Jahr 1977 nach Gießen an die  Medizinischen Klinik und Poliklinik III der Justus-Liebig-Universität (JLU, damaliger Leiter: Konrad Federlin). Hier habilitierte er sich 1984 für das Fach Innere Medizin. Zu den weiteren Qualifikationen  gehören die Anerkennungen zum Facharzt für Innere Medizin (1982), zum Schwerpunkt Endokrinologie und Diabetologie (1985), als Diabetologe DDG (1995) sowie die Anerkennung als Arzt für Endokrinologie, Diabetologie und Stoffwechsel der Europäischen Fachärztevereinigung (UEMS) 1999.  
Im Jahr 2000 wurde Bretzel auf die Professur für Innere Medizin, Endokrinologie und Diabetologie an der JLU berufen und zum Direktor der Medizinischen Klinik und Poliklinik III ernannt, die er bis zu seiner Emeritierung 2011 leitete.
Forschungsschwerpunkte von Bretzels waren die Inselzelltransplantation bei Diabetes mellitus, die diabetischen Sekundärkomplikationen, die Hypertonie und diabetische Nephropathie sowie die Therapie bei Typ-1- und Typ-2-Diabetes. Am 26. November 1992 gelang der Arbeitsgruppe Konrad F. Federlin, Reinhard G. Bretzel und Bernhard J. Hering erstmals im Bereich von EUROTRANSPLANT (Benelux-Länder, Deutschland, Österreich und Slowenien) eine erfolgreiche Transplantation von isolierten Langerhansschen Inseln bei einer Patientin mit einem Typ 1 Diabetes.

## Ehrungen (Auswahl)
- 1985: Wissenschaftspreis der Justus-Liebig-Universität Gießen
- 1986: Ferdinand-Bertram-Preis der Deutschen Diabetes-Gesellschaft DDG
- 1999: Bürger-Büsing-Preis
- 2009: Paul-Langerhans-Medaille der DDG
- 2009: Mitgliedschaft der Europäischen Akademie der Wissenschaften und Künste
- 2010: Ehrendoktor der Universität Athen